# Poédogo (Dapélogo)
Pour les articles homonymes, voir Poédogo.
Poédogo est une localité située dans le département de Dapélogo de la province de l'Oubritenga dans la région Plateau-Central au Burkina Faso.

## Géographie
Poédogo est situé à 4 km au sud de Dapélogo sur la route nationale 22.

## Économie
Le village possède une banque de céréales.

## Santé et éducation
Le centre de soins le plus proche de Poédogo est le centre de santé et de promotion sociale (CSPS) de Pagatenga tandis que le centre médical avec antenne chirurgicale (CMA) de la province se trouve à Ziniaré.